# جون فرانكلين كونيغ
جون فرانكلين كونيغ (بالإنجليزية: John-Franklin Koenig)‏ هو رسام أمريكي، ولد في 24 أكتوبر 1924 في سياتل في الولايات المتحدة، وتوفي بنفس المكان في 22 يناير 2008.